# Liste der Kulturdenkmäler in Schweinsberg (Stadtallendorf)
Die folgende Liste enthält die in der Denkmaltopographie ausgewiesenen Kulturdenkmäler auf dem Gebiet des Stadtteils Schweinsberg der  Stadt Stadtallendorf, Landkreis Marburg-Biedenkopf, Hessen.
Hinweis: Die Reihenfolge der Denkmäler in dieser Liste orientiert sich an der Anschrift, alternativ ist sie auch nach der Bezeichnung oder der Bauzeit sortierbar.
Kulturdenkmäler werden fortlaufend im Denkmalverzeichnis des Landes Hessen durch das Landesamt für Denkmalpflege Hessen auf Basis des Hessischen Denkmalschutzgesetzes (HDSchG) geführt. Die Schutzwürdigkeit eines Kulturdenkmals hängt nicht von der Eintragung in das Denkmalverzeichnis des Landes Hessen oder der Veröffentlichung in der Denkmaltopographie ab.

Das Vorhandensein oder Fehlen eines Objekts in dieser Liste ist keine rechtsverbindliche Auskunft darüber, ob es Kulturdenkmal ist oder nicht: Diese Liste entspricht möglicherweise nicht dem aktuellen Stand der offiziellen Denkmaltopographie. Diese ist für Hessen in den entsprechenden Bänden der Denkmaltopographie Bundesrepublik Deutschland und im Internet unter DenkXweb – Kulturdenkmäler in Hessen einsehbar. Auch diese Quellen sind, obwohl sie durch das Landesamt für Denkmalpflege Hessen aktualisiert werden, nicht immer aktuell, da es im Denkmalbestand immer wieder Änderungen gibt.
Eine verbindliche Auskunft erteilt allein das Landesamt für Denkmalpflege Hessen.
Nutze diese Kartenansicht, um Koordinaten in der Liste zu setzen. In dieser Kartenansicht sind Kulturdenkmale ohne Koordinaten mit einem roten bzw. orangen Marker dargestellt und können in der Karte gesetzt werden. Kulturdenkmale ohne Bild sind mit einem blauen bzw. roten Marker gekennzeichnet, Kulturdenkmale mit Bild mit einem grünen bzw. orangen Marker.

## Gesamtanlage Schweinsberg
| Bild                      | Bezeichnung               | Lage | Beschreibung                    | Bauzeit | Daten |
| ------------------------- | ------------------------- | --- | ------------------------------- | ------- | ----- |
| Gesamtanlage Schweinsberg | Gesamtanlage Schweinsberg | Am Herzberg, Am Wall 8, Biegenstraße 3–9, Burg, Im Froschwasser 1–7, 2–14, Im Tal, Kirchgasse, Marktplatz, Neustadt, Pfarrgasse, Weidenhausen 1–9, 2–22 Lage |                                 |         |       |
| Bild gesucht BW           |                           | Am Herzberg 1 Lage |                                 |         |       |
| Bild gesucht BW           |                           | Am Herzberg 2 Lage |                                 |         |       |
| Bild gesucht BW           |                           | Am Herzberg 2a Lage | (nur als Teil der Gesamtanlage) |         |       |
|                           |                           | Am Herzberg 3/5 Lage |                                 |         |       |
| Bild gesucht BW           |                           | Am Herzberg 4 Lage | (nur als Teil der Gesamtanlage) |         |       |
| Bild gesucht BW           |                           | Am Herzberg 6 Lage |                                 |         |       |
| Bild gesucht BW           |                           | Am Herzberg 8 Lage | (nur als Teil der Gesamtanlage) |         |       |
| Bild gesucht BW           |                           | Am Herzberg 10 Lage | (nur als Teil der Gesamtanlage) |         |       |
| Bild gesucht BW           |                           | Am Herzberg 12 Lage |                                 |         |       |
| Bild gesucht BW           |                           | Am Herzberg 12 Lage | Scheune                         |         |       |
| Bild gesucht BW           |                           | Am Herzberg 14 Lage |                                 |         |       |
|                           |                           | Am Wall 8 Lage | (nur als Teil der Gesamtanlage) |         |       |
|                           |                           | Biegenstraße 3 Lage |                                 |         |       |
|                           |                           | Biegenstraße 5 Lage |                                 |         |       |
|                           |                           | Biegenstraße 7 Lage |                                 |         |       |
|                           |                           | Biegenstraße 9 Lage |                                 |         |       |
| Bild gesucht BW           | Pumpenbrunnen             | Burg Lage |                                 |         |       |
| weitere Bilder            | Jüdischer Friedhof        | Friedhofstraße Lage |                                 |         |       |
|                           |                           | Im Froschwasser 1 Lage | (nur als Teil der Gesamtanlage) |         |       |
|                           |                           | Im Froschwasser 2 Lage |                                 |         |       |
|                           |                           | Im Froschwasser 3 Lage | (nur als Teil der Gesamtanlage) |         |       |
| Bild gesucht BW           |                           | Im Froschwasser 4 Lage |                                 |         |       |
|                           |                           | Im Froschwasser 4a Lage | (nur als Teil der Gesamtanlage) |         |       |
|                           |                           | Im Froschwasser 5 Lage | (nur als Teil der Gesamtanlage) |         |       |
|                           |                           | Im Froschwasser 6 Lage | (nur als Teil der Gesamtanlage) |         |       |
|                           |                           | Im Froschwasser 7 Lage | (nur als Teil der Gesamtanlage) |         |       |
|                           |                           | Im Froschwasser 8 Lage |                                 |         |       |
|                           |                           | Im Froschwasser 10 Lage | (nur als Teil der Gesamtanlage) |         |       |
|                           |                           | Im Froschwasser 12 Lage | (nur als Teil der Gesamtanlage) |         |       |
|                           |                           | Im Froschwasser 14 Lage | (nur als Teil der Gesamtanlage) |         |       |
|                           |                           | Im Tal 1 Lage |                                 |         |       |
|                           |                           | Im Tal 2 Lage | (nur als Teil der Gesamtanlage) |         |       |
| Bild gesucht BW           |                           | Im Tal 2a Lage | (nur als Teil der Gesamtanlage) |         |       |
| Bild gesucht BW           |                           | Im Tal 2b Lage | (nur als Teil der Gesamtanlage) |         |       |
| Bild gesucht BW           |                           | Im Tal 2c Lage | (nur als Teil der Gesamtanlage) |         |       |
| Bild gesucht BW           |                           | Im Tal 3 Lage |                                 |         |       |
| Bild gesucht BW           |                           | Im Tal 3a Lage | (nur als Teil der Gesamtanlage) |         |       |
| Bild gesucht BW           |                           | Im Tal 5 Lage |                                 |         |       |
|                           |                           | Im Tal 6 Lage | (nur als Teil der Gesamtanlage) |         |       |
| Bild gesucht BW           |                           | Im Tal 7/9 Lage |                                 |         |       |
|                           |                           | Im Tal 8 Lage | (nur als Teil der Gesamtanlage) |         |       |
|                           |                           | Im Tal 10 Lage | (nur als Teil der Gesamtanlage) |         |       |
| Bild gesucht BW           |                           | Im Tal 10a Lage | (nur als Teil der Gesamtanlage) |         |       |
|                           |                           | Im Tal 10b Lage | (nur als Teil der Gesamtanlage) |         |       |
| Bild gesucht BW           |                           | Im Tal 11 Lage |                                 |         |       |
|                           |                           | Im Tal 12 Lage |                                 |         |       |
| Bild gesucht BW           |                           | Im Tal 13 Lage | (nur als Teil der Gesamtanlage) |         |       |
|                           |                           | Im Tal 14 Lage |                                 |         |       |
| Bild gesucht BW           |                           | Im Tal 15 Lage |                                 |         |       |
|                           |                           | Im Tal 16 Lage | (nur als Teil der Gesamtanlage) |         |       |
| Bild gesucht BW           |                           | Im Tal 17 Lage | (nur als Teil der Gesamtanlage) |         |       |
|                           |                           | Im Tal 18 Lage | (nur als Teil der Gesamtanlage) |         |       |
| Bild gesucht BW           |                           | Im Tal 19 Lage | (nur als Teil der Gesamtanlage) |         |       |
|                           |                           | Im Tal 20 Lage | (nur als Teil der Gesamtanlage) |         |       |
| Bild gesucht BW           |                           | Im Tal 21 Lage | (nur als Teil der Gesamtanlage) |         |       |
|                           |                           | Im Tal 22a Lage | (nur als Teil der Gesamtanlage) |         |       |
| Bild gesucht BW           |                           | Im Tal 24 Lage | (nur als Teil der Gesamtanlage) |         |       |
| Bild gesucht BW           |                           | Im Tal 25 Lage |                                 |         |       |
| Bild gesucht BW           |                           | Im Tal 26 Lage |                                 |         |       |
| Bild gesucht BW           |                           | Im Tal 27 Lage | (nur als Teil der Gesamtanlage) |         |       |
| Bild gesucht BW           |                           | Im Tal 27a Lage | (nur als Teil der Gesamtanlage) |         |       |
|                           |                           | Im Tal 28 Lage |                                 |         |       |
| Bild gesucht BW           |                           | Im Tal 29 Lage | (nur als Teil der Gesamtanlage) |         |       |
| Bild gesucht BW           |                           | Im Tal 30 Lage |                                 |         |       |
| Bild gesucht BW           |                           | Im Tal 31 Lage |                                 |         |       |
|                           |                           | Im Tal 32 Lage | (nur als Teil der Gesamtanlage) |         |       |
|                           |                           | Im Tal 34 Lage | (nur als Teil der Gesamtanlage) |         |       |
|                           |                           | Im Tal 36 Lage | (nur als Teil der Gesamtanlage) |         |       |
|                           |                           | Im Tal 38 Lage |                                 |         |       |
|                           |                           | Im Tal 40 Lage | (nur als Teil der Gesamtanlage) |         |       |
|                           |                           | Im Tal 42 Lage | (nur als Teil der Gesamtanlage) |         |       |
|                           |                           | Im Tal 44 Lage |                                 |         |       |
|                           |                           | Im Tal 44a Lage | (nur als Teil der Gesamtanlage) |         |       |
|                           |                           | Im Tal 44b Lage | (nur als Teil der Gesamtanlage) |         |       |
| Bild gesucht BW           |                           | Im Tal 46 Lage | (nur als Teil der Gesamtanlage) |         |       |
| Bild gesucht BW           |                           | Im Tal 48 Lage | (nur als Teil der Gesamtanlage) |         |       |
|                           |                           | Im Tal 50 Lage | (nur als Teil der Gesamtanlage) |         |       |
| Bild gesucht BW           |                           | Im Tal 50a Lage | (nur als Teil der Gesamtanlage) |         |       |
|                           |                           | Im Tal 52 Lage | (nur als Teil der Gesamtanlage) |         |       |
|                           |                           | Kirchgasse 2 Lage | (nur als Teil der Gesamtanlage) |         |       |
|                           |                           | Kirchgasse 4 Lage | (nur als Teil der Gesamtanlage) |         |       |
| Bild gesucht BW           |                           | Marktplatz 1 Lage | (nur als Teil der Gesamtanlage) |         |       |
|                           |                           | Marktplatz 2 Lage |                                 |         |       |
| Bild gesucht BW           |                           | Marktplatz 3 Lage | (nur als Teil der Gesamtanlage) |         |       |
|                           |                           | Marktplatz 4 Lage |                                 |         |       |
| Bild gesucht BW           |                           | Marktplatz 5 Lage | (nur als Teil der Gesamtanlage) |         |       |
| Bild gesucht BW           |                           | Marktplatz 6 Lage | (nur als Teil der Gesamtanlage) |         |       |
| Bild gesucht BW           |                           | Marktplatz 7 Lage |                                 |         |       |
| Bild gesucht BW           |                           | Marktplatz 9 Lage | (nur als Teil der Gesamtanlage) |         |       |
|                           |                           | Marktplatz 10 Lage |                                 |         |       |
| Bild gesucht BW           |                           | Marktplatz 11 Lage | (nur als Teil der Gesamtanlage) |         |       |
| Bild gesucht BW           |                           | Marktplatz 12 Lage |                                 |         |       |
| Bild gesucht BW           |                           | Marktplatz 13 Lage |                                 |         |       |
| Bild gesucht BW           |                           | Marktplatz 14 Lage |                                 |         |       |
| Bild gesucht BW           |                           | Marktplatz 16 Lage | (nur als Teil der Gesamtanlage) |         |       |
| Bild gesucht BW           |                           | Neustadt 1 Lage | (nur als Teil der Gesamtanlage) |         |       |
| Bild gesucht BW           | Unterhof                  | Neustadt 2 Lage |                                 |         |       |
|                           |                           | Neustadt 3 Lage |                                 |         |       |
| Mittelhof                 | Mittelhof                 | Neustadt 4 Lage |                                 |         |       |
|                           |                           | Neustadt 5 Lage |                                 |         |       |
| Oberhof                   | Oberhof                   | Neustadt 6 Lage |                                 |         |       |
|                           |                           | Neustadt 7 Lage |                                 |         |       |
|                           |                           | Neustadt 8 Lage |                                 |         |       |
|                           |                           | Neustadt 10 Lage |                                 |         |       |
|                           |                           | Neustadt 11 Lage | (nur als Teil der Gesamtanlage) |         |       |
|                           |                           | Neustadt 12 Lage |                                 |         |       |
|                           |                           | Neustadt 13 Lage |                                 |         |       |
|                           |                           | Neustadt 14/16 Lage |                                 |         |       |
|                           |                           | Neustadt 15 Lage | (nur als Teil der Gesamtanlage) |         |       |
|                           |                           | Neustadt 17 Lage |                                 |         |       |
|                           |                           | Neustadt 18 Lage |                                 |         |       |
| Bild gesucht BW           |                           | Neustadt 18a/18b Lage |                                 |         |       |
|                           |                           | Neustadt 19 Lage |                                 |         |       |
|                           |                           | Neustadt 21 Lage |                                 |         |       |
|                           |                           | Neustadt 23 Lage | (nur als Teil der Gesamtanlage) |         |       |
|                           |                           | Neustadt 25 Lage | (nur als Teil der Gesamtanlage) |         |       |
|                           |                           | Neustadt 27 Lage |                                 |         |       |
|                           |                           | Neustadt 27 Lage | hintere Scheune                 |         |       |
|                           |                           | Neustadt 29 Lage | (nur als Teil der Gesamtanlage) |         |       |
|                           |                           | Neustadt 29 Lage | vordere Scheune                 |         |       |
|                           |                           | Neustadt 31 Lage |                                 |         |       |
|                           |                           | Neustadt 31 Lage | Scheune                         |         |       |
| Hofanlage                 | Hofanlage                 | Neustadt 33 Lage |                                 |         |       |
|                           |                           | Neustadt 35 Lage |                                 |         |       |
|                           |                           | Neustadt 37 Lage |                                 |         |       |
|                           |                           | Neustadt 39 Lage |                                 |         |       |
|                           |                           | Neustadt 41 Lage |                                 |         |       |
|                           |                           | Neustadt 43 Lage |                                 |         |       |
|                           |                           | Neustadt 45 Lage |                                 |         |       |
|                           |                           | Neustadt 47 Lage |                                 |         |       |
|                           |                           | Neustadt 49 Lage | (nur als Teil der Gesamtanlage) |         |       |
|                           |                           | Neustadt 51 Lage |                                 |         |       |
|                           |                           | Neustadt 53 Lage |                                 |         |       |
|                           |                           | Neustadt 55 Lage | (nur als Teil der Gesamtanlage) |         |       |
| Hofanlage                 | Hofanlage                 | Neustadt 57 Lage |                                 |         |       |
|                           |                           | Pfarrgasse 1 Lage |                                 |         |       |
|                           |                           | Pfarrgasse 2 Lage |                                 |         |       |
|                           |                           | Pfarrgasse 2a Lage |                                 |         |       |
| Bild gesucht BW           | Hofanlage                 | Pfarrgasse 3 Lage |                                 |         |       |
|                           |                           | Pfarrgasse 4 Lage |                                 |         |       |
|                           |                           | Pfarrgasse 5 Lage |                                 |         |       |
|                           |                           | Pfarrgasse 6 Lage |                                 |         |       |
| weitere Bilder            | Stephanskirche            | Pfarrgasse 7 Lage |                                 |         |       |
|                           |                           | Pfarrgasse 8 Lage |                                 |         |       |
|                           |                           | Pfarrgasse 10 Lage |                                 |         |       |
| Bild gesucht BW           | Hofanlage                 | Weidenhausen 1/3 Lage |                                 |         |       |
|                           |                           | Weidenhausen 2 Lage | (nur als Teil der Gesamtanlage) |         |       |
|                           |                           | Weidenhausen 4 Lage |                                 |         |       |
| Bild gesucht BW           |                           | Weidenhausen 4a Lage |                                 |         |       |
|                           |                           | Weidenhausen 6 Lage |                                 |         |       |
|                           |                           | Weidenhausen 8 Lage | (nur als Teil der Gesamtanlage) |         |       |
|                           |                           | Weidenhausen 9 Lage |                                 |         |       |
|                           |                           | Weidenhausen 10 Lage | (nur als Teil der Gesamtanlage) |         |       |
|                           |                           | Weidenhausen 12 Lage |                                 |         |       |
|                           |                           | Weidenhausen 14 Lage | (nur als Teil der Gesamtanlage) |         |       |
|                           |                           | Weidenhausen 16 Lage | (nur als Teil der Gesamtanlage) |         |       |
| Bild gesucht BW           |                           | Weidenhausen 16a Lage | (nur als Teil der Gesamtanlage) |         |       |
|                           |                           | Weidenhausen 16b Lage | (nur als Teil der Gesamtanlage) |         |       |
| Bild gesucht BW           |                           | Weidenhausen 18 Lage | (nur als Teil der Gesamtanlage) |         |       |
|                           |                           | Weidenhausen 20 Lage | (nur als Teil der Gesamtanlage) |         |       |
|                           |                           | Weidenhausen 22 Lage | (nur als Teil der Gesamtanlage) |         |       |

## Sachgesamtheit Burg
| Bild            | Bezeichnung                      | Lage         | Beschreibung | Bauzeit | Daten |
| --------------- | -------------------------------- | ------------ | ------------ | ------- | ----- |
| weitere Bilder  | Sachgesamtheit Burg Schweinsberg | Lage         |              |         |       |
|                 |                                  | Burg 1 Lage  |              |         |       |
|                 |                                  | Burg 1a Lage |              |         |       |
| Bild gesucht BW |                                  | Burg 2 Lage  |              |         |       |
| Bild gesucht BW | Grabmal Moritz von Schenck       | Burg Lage    |              |         |       |
| Bild gesucht BW | Ziehbrunnen                      | Burg Lage    |              |         |       |

## Einzeldenkmale
| Bild | Bezeichnung | Lage                 | Beschreibung                                        | Bauzeit | Daten |
| ---- | ----------- | -------------------- | --------------------------------------------------- | ------- | ----- |
|      |             | Biegenstraße 8 Lage  |                                                     |         |       |
|      |             | Weidenhausen 44 Lage | mit vorderer Einfriedung aus Buchenhecke und Birken |         |       |